# Banu Sa'ida
I Banū Sāʿida furono un clan della tribù araba di Yathrib (in seguito chiamata Medina) dei B. Khazraj.
Il clan divenne noto per la storia dell'Islam quando, da poco morto Maometto nel giugno del 632, nella sua saqīfa si riunirono vari Anṣār, raggiunti poi da alcuni Muhājirūn.
La saqīfa era la corte coperta in cui si radunavano all'occorrenza gli appartenenti al clan e non fu forse un caso che essa fosse prescelta dal "nocciolo duro" degli Anṣār, in buona parte appartenenti cioè alla tribù dei Khazraj, con il loro Sayyid, Saʿd b. ʿUbāda al-Khazrajī.
Il timore che costui volesse proporsi come guida dei musulmani - riappropriandosi della signoria svolta a Yathrib fino all'arrivo dalla Mecca del Profeta con l'Egira - fu sventata dall'arrivo di alcuni importanti Muhājirūn, con Abū Bakr, ʿUmar b. al-Khaṭṭāb e Abū ʿUbayda b. al-Jarrāḥ in testa, attorniati discretamente ma eloquentemente dai guerrieri dei Banū Aslam, un clan dei Banū Khuzāʿa, totalmente devoti degli Emigrati e onorati dallo stesso Maometto col titolo altamente onorifico di Muhājirūn.
Fu grazie a un vibrante discorso tenuto da ʿUmar (più tardi destinato a succedere ad Abū Bakr, che il suocero di Maometto fu acclamato dagli astanti come primo califfo.